# Qwynnterrio Cole
* solo in pre-stagione o in squadra di allenamento
Qwynnterrio Cole (Memphis, 27 maggio 1999) è un giocatore di football americano statunitense safety free agent. Al college ha giocato per l'Università statale di Alcorn e per l'Università di Louisville.

## Carriera universitaria
Cole, originario di Memphis in Tennessee, ha cominciato a giocare a football nella locale East Memphis High School per poi iscriversi nel 2017 all'Università statale di Alcorn con i Braves impegnati nella Southwestern Athletic Conference (SWAC) nella Divisione I del Football Championship Subdivision (FCS) della NCAA.  
Cole vinse coi Braves il titolo di conference sia nel 2018 che soprattutto nel 2019, stagione in cui giocò tutte le partite da titolare. In entrambe le stagioni fu inserito nella formazione dei migliori giocatori della conference (First-Team All-SWAC).   
Nella stagione 2020 invece, a causa della pandemia di COVID-19 che costrinse i Braves a non disputare alcune partite, Cole poté solo allenarsi. 
Nel 2021 Cole aveva la possibilità di presentarsi al Draft NFL 2021 ma scelse di restare nel football di college per un altro anno e si trasferì all'Università di Louisville con i Cardinals impegnati nella Atlantic Coast Conference (ACC) della Divisione I della Football Bowl Subdivision (FBS) della NCAA. Nel suo unico anno a Louisville Cole ha giocato tutte le partite stagionali da titolare facendo registrare complessivamente 86 tackle, di cui 65 in solitario, risultando il secondo nella squadra. 
A inizio 2022 Cole, terminata la sua carriera nel football di college ed eleggibile per il Draft NFL 2022, fu invitato a partecipare alla NFL Scouting Combine. 
| Stagione   | Stagione     | Stagione   | Stagione   | Stagione                                                           | Stagione                                                           | Difesa                                                             | Difesa                                                             | Difesa                                                             | Difesa                                                             | Difesa                                                             | Difesa                                                             |
| Anno       | Squadra      | Campionato | Conference | P                                                                  | PT                                                                 | T. tot.                                                            | T. sol.                                                            | T. ass.                                                            | Sack                                                               | Pdev                                                               | FF                                                                 |
| ---------- | ------------ | ---------- | ---------- | ------------------------------------------------------------------ | ------------------------------------------------------------------ | ------------------------------------------------------------------ | ------------------------------------------------------------------ | ------------------------------------------------------------------ | ------------------------------------------------------------------ | ------------------------------------------------------------------ | ------------------------------------------------------------------ |
| 2017       | Alcorn State | FCS Div. I | SWAC       | 12                                                                 | 0                                                                  | 8                                                                  | 5                                                                  | 3                                                                  | 0,0                                                                | -                                                                  | -                                                                  |
| 2018       | Alcorn State | FCS Div. I | SWAC       | 13                                                                 | 7                                                                  | 77                                                                 | 43                                                                 | 34                                                                 | 0,0                                                                | -                                                                  | -                                                                  |
| 2019       | Alcorn State | FCS Div. I | SWAC       | 12                                                                 | 12                                                                 | 86                                                                 | 49                                                                 | 37                                                                 | 0,0                                                                | -                                                                  | -                                                                  |
| 2020       | Alcorn State | FCS Div. I | SWAC       | Stagione non disputata dalla squadra causa la pandemia di COVID-19 | Stagione non disputata dalla squadra causa la pandemia di COVID-19 | Stagione non disputata dalla squadra causa la pandemia di COVID-19 | Stagione non disputata dalla squadra causa la pandemia di COVID-19 | Stagione non disputata dalla squadra causa la pandemia di COVID-19 | Stagione non disputata dalla squadra causa la pandemia di COVID-19 | Stagione non disputata dalla squadra causa la pandemia di COVID-19 | Stagione non disputata dalla squadra causa la pandemia di COVID-19 |
|            |              |            |            |                                                                    |                                                                    |                                                                    |                                                                    |                                                                    |                                                                    |                                                                    |                                                                    |
| 2021       | Louisville   | FBS Div. I | ACC        | 13                                                                 | 13                                                                 | 86                                                                 | 65                                                                 | 21                                                                 | 0,0                                                                | 1                                                                  | 0                                                                  |
| Totale FCS | Totale FCS   | Totale FCS | Totale FCS | 38                                                                 | 19                                                                 | 171                                                                | 97                                                                 | 74                                                                 | 0,0                                                                | -                                                                  | -                                                                  |
| Totale FBS | Totale FBS   | Totale FBS | Totale FBS | 13                                                                 | 13                                                                 | 86                                                                 | 65                                                                 | 21                                                                 | 0,0                                                                | 1                                                                  | 0                                                                  |

Fonte: Football DB
In grassetto i record personali in carriera

## Carriera professionistica

### Las Vegas Raiders
Cole non fu scelto durante il Draft NFL 2022 e il 12 maggio 2022 ha firmato un contratto da undrafted free agent con i Las Vegas Raiders, scegliendo come numero di maglia il 42.
Il 30 agosto 2022 Cole non rientrò nel roster attivo dei Raiders e fu svincolato.